# Albert Auguste Perdonnet
Jean Albert Vincent Auguste Perdonnet (12 de març de 1801, a París – 27 de setembre de 1867, a Canes) va ser un enginyer de ferrocarrils francès. Publicà el primer llibre de text en francès sobre enginyeria de ferrocarrils l'any 1828. També va treballar a investigar i evitar els accidents dels ferrocarrils.
Era d'origen suís. El 1821 entrà a l'École polytechnique, però va ser expulsat l'any següent per la seva activitat política i acusat de Carbonarisme.
El cognom Perdonnet apareix inscrit a la Torre Eiffel.